# Luk Perceval
Luk Perceval, född 30 maj 1957 i Lommel, är en belgisk teaterregissör och skådespelare.

## Biografi
Luk Perceval studerade skådespeleri vid Koninklijk Vlaams Conservatorium i Antwerpen. 1980-1985 arbetade han som skådespelare vid  Koninklijke Nederlandse Schouwburg (KNS) i Antwerpen. 1984 var han med och grundade teatergruppen Blauwe Maandag Compagnie där han debuterade som regissör och gjorde sig ett namn som rebellen i "den flamländska vågen". 1998 slogs gruppen samman med KNS till Het Toneelhuis och Luk Perceval blev den nya teaterns konstnärlige ledare. Hans stora genombrott som regissör var Schlachten! på Deutsches Schauspielhaus i Hamburg 1999, en tolv timmar lång bearbetning av William Shakespeares krönikespel. 2005-2009 var han fast regissör vid Schaubühne am Lehniner Platz i Berlin. Sedan 2009 är han knuten till Thalia Theater i Hamburg som försteregissör. Slachten! var den första av hans uppsättningar som valdes ut till Berliner Theatertreffen år 2000 och den erhöll teatertidskriften Theater heutes Innovationspreis. 2002 bjöds hans uppsättning av Jon Fosses Traum im Herbst (Draum om hausten / Dröm om hösten) på Münchner Kammerspiele in. 2010 valdes dramatiseringen av Hans Falladas roman Kleiner Mann – was nun? (Hur skall det gå med Pinnebergs?) på Münchner Kammerspiele ut och 2013 dramatiseringen av samme författares Jeder stirbt für sich allein (Ensam i Berlin) på Thalia Theater. 2004 bjöds hans uppsättning av Jean Racines Andromak (Andromaque / Andromake) på Het Toneelhuis in till Avignonfestivalen liksom till Edinburgh International Festival. Hans uppsättningar har också bjudits in till Salzburger Festspiele och Wiener Festwochen. 2003 erhöll han Friedrich-Luft-Preis för Andromak och 2006 igen för uppsättningen av Friedrich Schillers Maria Stuart på Schaubühne. 2013 tilldelades han Deutscher Theaterpreis Der Faust för regin av Jeder stirbt für sich allein.